# Ignacio José de Lizarzaburu
Ignacio José de Lizarzaburu y Benavides (Riobamba, 1767-Riobamba, 1832)[cita requerida] fue terrateniente ecuatoriano, alcalde ordinario y teniente de corregidor de Riobamba.

## Biografía
Intervino en la declaración de independencia de Riobamba.
Contrajo primeras nupcias con María Francisca Josefa Rafaela de Larrea y Nájera, con quien tuvo una hija llamada Mariana.